# Homestown (Misuri)
Homestown es una ciudad ubicada en el condado de Pemiscot en el estado estadounidense de Misuri. En el Censo de 2010 tenía una población de 151 habitantes y una densidad poblacional de 474 personas por km².

## Geografía
Homestown se encuentra ubicada en las coordenadas 36°19′55″N 89°49′27″O / 36.33194, -89.82417. Según la Oficina del Censo de los Estados Unidos, Homestown tiene una superficie total de 0.32 km², de la cual 0.32 km² corresponden a tierra firme y (0%) 0 km² es agua.

## Demografía
Según el censo de 2010, había 151 personas residiendo en Homestown. La densidad de población era de 474 hab./km². De los 151 habitantes, Homestown estaba compuesto por el 2.65% blancos, el 95.36% eran afroamericanos, el 0.66% eran amerindios, el 0% eran asiáticos, el 0% eran isleños del Pacífico, el 0% eran de otras razas y el 1.32% pertenecían a dos o más razas. Del total de la población el 0% eran hispanos o latinos de cualquier raza.